# Charles William Sherborn
Charles William Sherborne, né en 1831 à Londres où il est mort en 1912, est un peintre héraldiste, graveur et médailleur britannique.

## Biographie
Auteur d'ex-libris, de médailles et de peintures de chevalet, Charles William Sherborne eut une production héraldique de grande qualité et qui s'insérait dans le mouvement Art and craft.
Ami proche de Francis Seymour Haden, le cofondateur de la Royal Society of Painter-Etchers and Engravers, il est élu fellow de cette société en 1884. Peu avant sa mort, il a offert une série complète de gravures au British Museum de Londres.